# حروف وألوف
حروف وألوف برنامج مسابقات عُرض على قناة إم بي سي 1 في رمضان قدّمه محمد الشهري (رمضان 2005-2015)، وقدّمه طارق الحربي (رمضان 2016).
تقوم فكرة البرنامج على اتصال شخص بآلة الرد الآلي، أو إرساله SMS فيها سؤال تتاح له فرصة المشاركة على الهواء في المسابقة.
يختار الكمبيوتر حرفًا، ويجب على المشارك الإجابة على السؤال إجابةً صحيحة وفي أسرع وقت؛ فكلما كانت الإجابات صائبة زادت فرص الفوز.
إذا كانت الإجابة خاطئة يقوم مشارك آخر من المشاهدين بالتحدي بسؤال المشارك، فإذا فشل في الإجابة يفوز المشاهد الذي طرح السؤال.

## مقدم البرنامج
محمد الشهري إعلامي ومقدم برامج سعودي، حاصل على بكالوريوس تسويق وأعمال بنكية، ويُعِد لنيل درجة «الماجستير». عمل ببنك، ثم تولى منصب مدير المركز الإعلامي والعلاقات العامة بـ«استاد الملك فهد الدولي» لمدة سبع سنوات، ومراسلاً لصحيفتي «المدينة» و«الجزيرة» السعوديتين، ليتنقل بعد ذلك إلى إذاعة MBC FM لمدة أربع سنوات، ثم عُيِّن رسميًّا مذيعًا في MBC منذ عام 2000؛ حين قدَّم عدة برامج بدايةً مع برنامج «الكرة 2000» و«صدى الملاعب» لمدة ست سنوات، ثم برنامج «حروف وألوف»، ومن بعده «الكأس».
إضافة إلى ذلك، تولى منصب المدير الإقليمي لمكتب الإنتاج لقنوات MBC في المملكة العربية السعودية. ويصف «الشهري» انتقاله إلى العمل مع مركز تلفزيون الشرق الأوسط MBC بأنه «ما بعد لسع النحل تتذوق العسل».
حصل على عضوية الاتحاد الدولي للصحافة الرياضية، إضافةً إلى عضويته الفخرية بأندية رياضية سعودية عدة، إضافة إلى شهادة الدكتوراه الفخرية من جامعة «وست بروك».[بحاجة لمصدر]